# Пимен Велики
Преподобният Пимен Велики се родил в Египет около 340 г.
Още от младини отишъл в пустинята да се подвизава с двамата си братя. Искреността на отричането на Пимен от света била така безгранична, че той се отказал дори от свиждане с майка си, когато тя дошла да навести децата си в малкия манастир. Само по силното настояване на братята Пимен дошъл до вратата, зад която стояла майка му и ѝ казал: „Мамо, какво повече предпочиташ: да ни видиш тук на земята или там – във вечността? Ако великодушно понесеш временната раздяла с нас, то в бъдещия живот непременно ще ни видиш. Тъй много ние се надяваме на Божието човеколюбие!“ „Щом непременно ще ви видя там – отговорила добрата и благочестива майка – то не желая да ви видя тук. “ И утешена с тая надежда, тя си заминала от пустинята, без да прави повече опити да види децата си и да ги отвлича от подвига на избрания от тях живот.
По-късно преподобни Пимен също така отказал да приеме и управителят на египетската област, който бил чул много за подвижничеството му и пожелал да го посети. Преподобният отказал да го приеме, понеже смятал, че ако висши светски лица започнат да го посещават, то и мнозина от простия народ ще нарушат неговото усамотение и тогава той ще се подложи на опасност да изгуби смирението и да падне в гордост.
Преподобни Пимен се славел със строгия си живот и имал много ученици, които наставлявал с голяма мъдрост. „Един брат, който живее заедно с други братя – казвал той, -трябва да бъде като каменен истукан: оскърбяван – да не се сърди, прославян – да не се превъзнася. “ „Злобата никога не изгонва злоба, но ако някой ти стори зло, ти му направи добро, и твоето добро ще победи неговата злоба!“
Преподобни Пимен починал около 450 г.